# Orogènesi cimmeriana

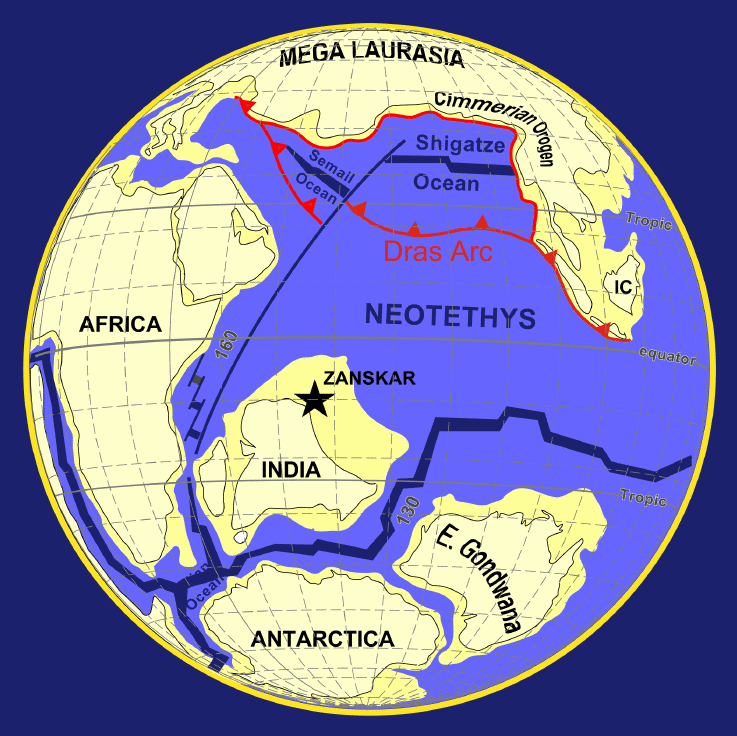
Cimmeria xoca amb els blocs de la Xina nord i sud, tancant l'Oceà Paleo-Tethys entre elles i formant muntanyes. Mpa d'uns 100 milions d'anys enrere

L'Orogènesi cimmeriana, és una orogènesi que creà serralades de muntanyes que actualment es troben a l'Àsia central. Es creu que aquesta orogènesi començà entre 200 i 150 milions d'anys enrere (la major part del període Juràssic) quan la Placa Cimmeriana xocà amb la costa sud de Kazakhstània i Nord i Xina Sud, tancant l'antic Oceà PaleoTetis entre elles. La placa constava en les actuals Turquia, Iran, Tibet i oest del sud-est asiàtic. Gran part del límit nord de la placa va formar l'Himàlaia. Aquesta orogènesi va continuar en ele Cretaci i principi del Cenozoic.